# Veronica Cartwright
Veronica A. Cartwright (Bristol, 20 april 1949) is een Engels actrice en voormalig kindster. Zij werd in 1997 genomineerd voor een Emmy Award voor haar gastrol als Norma Houston in ER, in 1998 voor die als Cassandra Spender in The X-Files en in 1999 nogmaals voor diezelfde rol. Tot de acteerprijzen die ze werkelijk kreeg toegekend, behoort een Saturn Award voor haar bijrol als Lambert in de sciencefictionfilm Alien.
Cartwright is de drie jaar oudere zus van actrice Angela Cartwright. Beiden werden geboren in Engeland, maar groeiden grotendeels op in de Verenigde Staten. Cartwright maakte haar film- en acteerdebuut als Allie O'Neill in de boekverfilming In Love and War uit 1959, naar een roman van Anton Myrer. Sindsdien was ze meer dan veertig keer op het witte doek te zien en in herhalende rollen in meer dan tien televisieseries. Cartwright had daarnaast gastrolletjes in onder meer The Closer, Nip/Tuck, Boston Legal, Cold Case, Criminal Minds, CSI: Crime Scene Investigation en 7th Heaven.
Cartwright trouwde in 1982 met regisseur Richard Compton, die in 2007 overleed. Het was haar derde huwelijk na dat met acteur Richard Gates (1968-72) en dat met Stanley Goldstein (1976-1980). Ze kreeg met Compton een dochter.

## Filmografie
*Exclusief televisiefilms
| - Mommy, I Didn't Do It (2017) - The Dark Below (2015) - The Town That Dreaded Sundown - The Odd Way Home (2013) - Montana Amazon (2012) - The Yellow Wallpaper (2012) - InSight (2011) - Neowolf (2010) - Call of the Wild (2009) - The Invasion (2007) - Mommy's House (2007) - Barry Dingle (2005) - Kinsey (2004) - Straight-Jacket (2004) - Twisted (2004) - Just Married (2003) - Mackenheim (2002) - Scary Movie 2 (2001) - Critic's Choice (2001) - In the Bedroom (2001) - Trash (1999) - A Slipping-Down Life (1999) - My Engagement Party (1998) - Sparkler (1997) - Money Talks (1997) | - Shoot the Moon (1996) - Candyman: Farewell to the Flesh (1995) - On Hope (1994) - Mirror, Mirror 2: Raven Dance (1994) - Two Over Easy (1994) - Man Trouble (1992) - Walking the Dog (1991) - False Identity (1990) - Valentino Returns (1989) - The Witches of Eastwick (1987) - Wisdom (1986) - Flight of the Navigator (1986) - My Man Adam (1985) - The Right Stuff (1983) - Nightmares (1983) - Alien (1979) - Invasion of the Body Snatchers (1978) - Goin' South (1978) - The Kid from Not-So-Big (1978) - Inserts (1974) - One Man's Way (1964) - Spencer's Mountain (1963) - The Birds (1963) - The Children's Hour (1961) - In Love and War (1958) |

## Televisieseries
*Exclusief eenmalige gastrollen
- Bosch - Irene Saxon (2015, vier afleveringen)
- Resurrection - Helen Edgerton (2014, vijf afleveringen)
- Grey's Anatomy - Lydia Ashford (2013, twee afleveringen)
- Revenge - Elizabeth Blackwell (2012, twee afleveringen)
- Eastwick - Bun Waverly (2009, elf afleveringen)
- The Nine - Barbara Dalton (2006-2007, drie afleveringen)
- Invasion - Valerie Shenkman (2005-2006, vijf afleveringen)
- Six Feet Under - Peg Kimmel (2004-2005, drie afleveringen)
- Without a Trace - Mrs. Beckworth (2003-2005, twee afleveringen)
- The X-Files - Cassandra Spender (1998-1999, vier afleveringen)
- ER - Norma Houston (1997, twee afleveringen)
- L.A. Law - A.D.A. Margaret Flanagan (1989-1992, negen afleveringen)
- Tanner '88 - Molly Hark (1988, tien afleveringen)
- Daniel Boone - Jemima Boone (1964-1966, 21 afleveringen)
- Leave It to Beaver - Violet Rutherford (1959-1963, vier afleveringen)

- Bibliothèque nationale de France: cb13892221t (data)
- Gemeinsame Normdatei: 141207051
- International Standard Name Identifier: 0000 0001 1875 8723
- Library of Congress Control Number: no95020373
- Nationale Bibliotheek van Tsjechië: xx0150796
- Nationale Bibliotheek van Israël: 987007426878705171
- Nationale Bibliotheek van Polen: a0000001615275
- SNAC: w6x47qwk
- Système universitaire de documentation: 072284595
- Virtual International Authority File: 49407528
- WorldCat: E39PBJdx8bvXYbdKhkvmpm6qcP